# هنريتا (نيويورك)
هنريتا (بالإنجليزية: Henrietta, New York)‏ هي بلدة أمريكية تقع في الولايات المتحدة في نيويورك (ولاية). يقدر عدد سكانها بـ 42,581 نسمة .

## أعلام
- أنطوانيت براون بلاكويل
- بايرون كيو. جونز
- شينيسي جونسون